# Субботникский сельсовет
Субботникский сельсовет — административная единица на территории Ивьевского района Гродненской области Белоруссии.

## Состав
Субботникский сельсовет включает 33 населённых пункта:
- Белымщина — деревня.
- Боровики — деревня.
- Василевичи — деревня.
- Водоль — деревня.
- Высоцкие — деревня.
- Гировичи — деревня.
- Гута — деревня.
- Добровляны — деревня.
- Доброполь — деревня.
- Довгяловщина — деревня.
- Ёденцы — деревня.
- Жемойтуки — деревня.
- Жемыславль — деревня.
- Залесье — деревня.
- Квятковцы — деревня.
- Кислые — деревня.
- Кудейши — деревня.
- Ловкеники — деревня.
- Лынтуп — деревня.
- Мажули — деревня.
- Нарбуты — деревня.
- Новосяды — деревня.
- Новый Свет — деревня.
- Петримановщина — деревня.
- Подворанцы — деревня.
- Романы — деревня.
- Рудевщина — деревня.
- Рыбаки — деревня.
- Слесари — деревня.
- Субботники — деревня.
- Тарути — деревня.
- Хилевичи — деревня.
- Шаркути — деревня.

## Производственная сфера
- СПК «Субботники»
- ЗАО «Чабор»

## Социальная сфера
Образование — СШ, УПК д/с-БШ, ДС. Медицина — амбулатория, 2 ФАПа, аптека. Культура — СДК, СК, 2 сельские библиотеки.

## Памятные места
Воинские захоронения — братская могила д. Жемыславль.

## Достопримечательности
- Костел Святого Владислава
- Каплица Короля Христа